# Katarina Witt
Katarina Witt (n. 3 decembrie 1965, Staaken⁠(d), Zonele aliate de ocupație din Germania, Germania) este o fostă patinatoare germană, una dintre cele mai bune patinatoare în istoria jocurilor olimpice.
A apărut dezbrăcată într-o revistă pentru adulți, în 1998.

## Medalii
- 2 x  Aur 0 x  Argint 0 x  Bronz la Campionatul Olimpic
- 4 x  Aur 2 x  Argint 0 x  Bronz la Campionatul Mondial
- 6 x  Aur 1 x  Argint 0 x  Bronz la Campionatul European
- 8 x  Aur 2 x  Argint 1 x  Bronz la Campionatul German (RDG)